# Kurt Schork

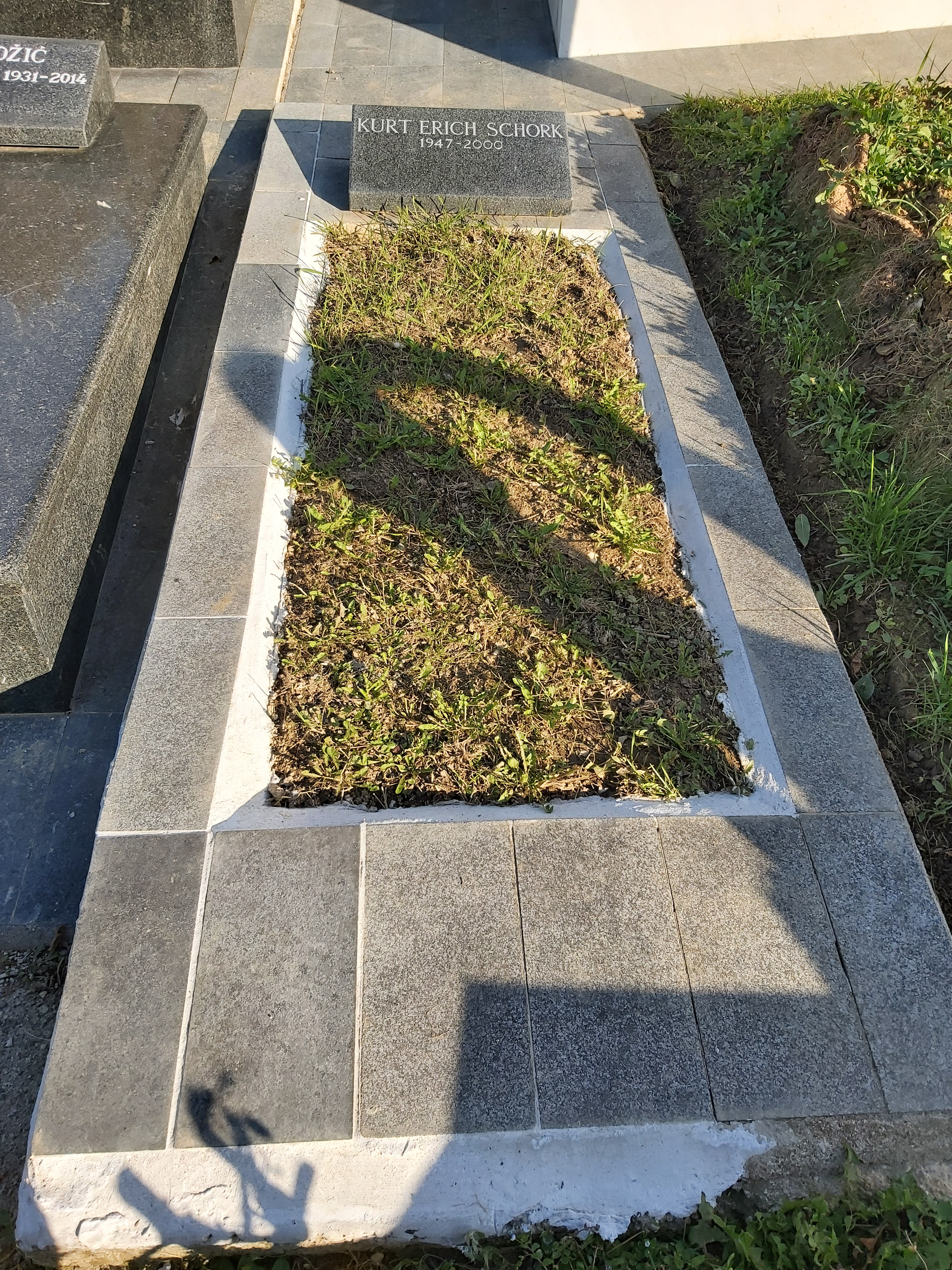
Grób Kurta Schorka w Sarajewie

Kurt Erich Schork (ur. 24 stycznia 1947 w Waszyngtonie, zm. 24 maja 2000 w Rogberi) – amerykański korespondent agencji Reutera.

## Życiorys
Urodził się w Waszyngtonie. Studiował na uniwersytecie oksfordzkim na prestiżowym stypendium Rhodesa, w tym samym czasie co Bill Clinton. Korespondentem zagranicznym został, mając 43 lata.
Schork zginął w zasadzce w pobliżu Rogberi (87 km od Freetown), podczas wojny domowej w Sierra Leone wraz z hiszpańskim kamerzystą Miguelem Gil Moreno (Associated Press TV). Południowoafrykański kamerzysta Mark Chisholm i grecki fotograf Yannis Behrakis odnieśli obrażenia podczas tego ataku.
Relacjonował wydarzenia z terenów konfliktów zbrojnych m.in. z Bałkanów, Iraku, Czeczenii, Kurdystanu, Sri Lanki, Timoru Wschodniego. Jako pierwszy przekazał depeszę o śmierci Admiry Ismić i Boška Brkicia, których historię dokumentuje film „Romeo i Julia z Sarajewa”.
Agencja Reuters, Fundacja im. Schorka i Uniwersytet Columbia postanowiły ufundować nagrodę dla zagranicznych dziennikarzy "rzucających światło na kontrowersyjne tematy". Otrzymali ją m.in. w 2002 roku polscy dziennikarze "Gazety Wyborczej" Tomasz Patora i Marcin Stelmasiak oraz Przemysław Witkowski z Radia Łódź (autorzy reportażu "Łowcy skór" o aferze w łódzkim pogotowiu) oraz w 2005 roku Paweł Smoleński z "Gazety Wyborczej" za reportaże z Iraku.
Połowę jego prochów złożono obok matki w Waszyngtonie, zaś połowę obok Admiry i Boška w Sarajewie.